# ウラジーミル・フェドセーエフ
ウラディーミル・イヴァーノヴィチ・フェドセーエフ（ロシア語: Влади́мир Ива́нович Федосе́ев, ラテン文字転写: Vladimir Ivanovich Fedoseyev, 1932年8月5日 - ）は、ソ連・ロシアの指揮者。モスクワ放送交響楽団の音楽監督・首席指揮者をソ連時代から半世紀にわたり長く務める。

## 人物・来歴
1932年、レニングラード（現在のサンクトペテルブルク）生まれ。
生誕から幼少期
父イヴァーンは工場労働者で厳格な共産党員、母は穏やかで、敬虔な正教徒であったとフェドセーエフ自身が語っている。父イヴァーンには音楽の素養はなかったが、音楽をこよなく愛し、家には民族楽器バヤーン(ボタン式アコーディオン)があった。また母は家庭から出ず専業主婦であったが教会の聖歌隊で歌ったりはしていた。
フェドセーエフは10歳の頃にナチス・ドイツ軍によるレニングラード包囲戦を経験している。ドイツ軍の包囲網によってレニングラードには物資が届かず、95万人以上とも言われる一般市民の犠牲者の多くは餓死であったと伝えられている。そんな悲惨な状況下でも、市内にあるタレールカと呼ばれるスピーカーからはチャイコフスキーやショスタコーヴィッチらの音楽がよく流れたという。フェドセーエフは驚きと共にこれら音楽の美しさや力強さに励まされたと度々語っており、また「言葉が尽きたとき音楽が現れる」と芸術家としての思いを2018年12月NHKでのインタビューで代弁した。
レニングラード包囲網が解かれた後、父の勤める工場の移転のため郊外のムーロムへと両親・姉と家族全員で転居した。転居先へは車で移動したが、家族は途中ヴォーイバクラ駅で列車へ乗り換えようと、列車出発までの3時間ほどを荷物の整理や辺りを散策して過ごした。その待ち時間にドイツ軍の空爆を受けた。爆撃は死傷者も出るほどで、混乱のさ中、まだ幼いフェドセーエフは家族から離れてしまったが、運良く家族全員と無事に再会することができた。この爆撃の混乱が収まった夕刻、民警から自分たちの荷物を探すよう促されたが、この爆撃によって多くの物が燃えたり散逸する中、集められた物の山はまるで焚き木のように積まれていたという。しかしこの物の山の上にフェドセーエフ家のバヤーンを見つけたとき「それはもう言葉にならなかった」と語っている。
その後、音楽の道へ進むことを父イヴァーンから強く求められ、父は音楽教師にバヤーンを息子に教えるよう何度も説得した。フェドセーエフ自身は楽譜を読みながらバヤーンを演奏するのは難しかったと語っている。また楽譜が読めなかったとも告白しており、教師も楽譜を使わずにフェドセーエフにバヤーンを教えた。「このようにして私の芸術人生は始まったのです」とフェドセーエフは率直にまた謙虚に語っている。
(2015年Правмирによるフェドセーエフへのインタビュー)
ムソルグスキー記念音楽学校時代
終戦後しばらく経った1947年、父の勤める軍需工場が疎開先のムーロムからレニングラードに戻ることで一家もレニングラードへ帰郷した。
1948年ムソルグスキー記念音楽学校へ入学。
在学中にはアルバイトで映画館「タイタン」に付随する小さな民族楽器アンサンブルや、アンドレイスキー民族楽器オーケストラで日銭を稼いだ。この頃からバヤーンと並行して指揮の勉強をはじめ、指導はイリーナ・ニコラエヴナが行った。なぜ指揮を志したかという問いに、フェドセーエフは「戦前、幼少の頃から、街頭で演奏している軍楽隊の演奏が好きで、よく演奏している若者や指揮者の近くまで駆けよっては最後まで聞いていた。これが私の指揮者としての夢の始まりだったようです」と語っている。
1952年バヤーンと指揮のクラスを卒業。
卒業後は徴兵が待っていたが、大学進学のため免除された。レニングラードには民族音楽を教える大学がなく、モスクワにはグネーシン音楽大学があった。モスクワへ移り住むことについて両親から「モスクワにお前を取られることになるが試してみなさい」と言われ、単身モスクワへ向かった。
(2015年Правмирによるフェドセーエフへのインタビュー)
グネーシン音楽大学時代
1952年グネーシン音楽大学でバヤーンで入学試験を受け入学。入学後には並行して指揮科で指揮の勉強も続けた。
1957年、5年間の大学生活を終え卒業。「やはり指揮者として生きていきたい」と（自分の気持ちが)わかったと答えている。
(2015年Правмирによるフェドセーエフへのインタビュー)
モスクワ放送民族楽器オーケストラ時代１（ムラヴィンスキーとの出会い）
1957年、モスクワ放送民族楽器オーケストラへバヤーン奏者として入団。当時の同オーケストラの音楽監督・首席指揮者はニコライ・アノーソフ（ゲンナジー・ロジェストヴェンスキーの父）であった。
1959年、27歳のフェドセーエフはモスクワ放送民族楽器オーケストラの音楽監督・首席指揮者となる。同オーケストラでは、ロシア民謡や当時一世を風靡した歌手のレーメシェフらや民族音楽の合唱団と国民歌謡（ソ連時代の民謡）の他、ムソルグスキーの「展覧会の絵」を民族楽器オーケストラ用に編曲したものも取り上げ、バヤーン奏者であった2年間を含め、およそ15年に及ぶキャリアをモスクワ放送民族楽器オーケストラと共にしている。同オーケストラとはスペインへの演奏旅行も行い、楽団人と同乗するバス内では外国への旅行気分もあってか和気あいあいとした団員との姿も映像として残っている。
純粋なクラシック音楽の指揮者としてのキャリアの始まりは1971年のレニングラード交響楽団（音楽監督エヴゲーニ・ムラヴィンスキー）への客演であった。この客演はすでに高齢であったムラヴィンスキーが「若い世代の指揮者」と題したシリーズでロシアの若手指揮者たちに客演を求めた企画により実現した。
レニングラード交響楽団への客演経験とムラヴィンスキーとの出会いは、フェドセーエフのクラシック音楽をもっと指揮したいという夢を渇望へと変えたようで、クラシック音楽の指揮法を真剣に学ぶ機会を求めた。しかし母校であるグネーシン音楽大学には大学院課程として交響作品の指揮科はなかったため、モスクワ音楽院の大学院課程（歌劇/交響作品の指揮科）へ同1971年に入学した。
(2015年Правмирによるフェドセーエフへのインタビュー)
モスクワ放送民族楽器オーケストラ時代２(モスクワ音楽院大学院時代・指揮法と芸術)
モスクワ音楽院大学院での指導教官はドイツ系ロシア人のレオ・ギンスブルクで、徹底した指揮の構築法を学んだ。
フェドセーエフは 2022年ペテルブルク・フィルハーモニー協会によるインタビューで「ギンスブルクによるドイツ・スクール流の厳格な指導は（怠け者の）ロシア人には必要である」と答えている。また同インタビューでは、ギンスブルクを極めて優れた指導者だと称賛する一方で、優れた芸術性を示すことは出来なかったとも言及している。 また、リハーサルの見学や自宅へ招かれるほどの師弟関係にあったエフゲニー・ムラヴィンスキーからは、「指揮を教えてもらうという事はなかったが、『どう生きるのか』『芸術とはどうあるべきか』を教わった」と同インタビューで答えている。ムラヴィンスキーについて「彼は（溺愛していた）猫をリハーサルにも連れて行くが、この猫が帽子に入ってくれないとリハーサルへ行くことをやめる。だから僕たち弟子は『猫の様子をみて今日のリハーサルに見学に行くかどうか』を決めたりもした」というエピソードも語っている。
(2022年ペテルブルク・フィルハーモニー協会によるフェドセーエフへのインタビュー)
モスクワ放送民族楽器オーケストラ時代3（モスクワ放送交響楽団への苦難と成功の時）
フェドセーエフはモスクワ音楽院大学院に在学中もモスクワ放送民族楽器オーケストラでの指揮は続けていた。
ちょうど同じ頃、ボリショイ劇場管弦楽団とモスクワ放送交響楽団との音楽監督を兼任していたロジェストヴェンスキーは多忙であった。このこともありボリショイ劇場は別の指揮者による客演を求め、フェドセーエフはボリショイ劇場でチャイコフスキーのオペラ「エヴゲーニ・オネーギン」を指揮する機会に恵まれた。
そしてフェドセーエフは時期をほぼ同じくして他にもクラッシク音楽を指揮する機会に恵まれてゆく。
彼の所属するモスクワ放送は民族楽器オーケストラと歌劇オーケストラ、そして交響楽団という3つの放送録音用のオーケストラを擁していた。（歌劇オーケストラと交響楽団では重複していたメンバーもいた）
フェドセーエフはこの中でモスクワ放送歌劇オーケストラを指揮してオペラを録音する機会に恵まれた。この人選には、同じモスクワ放送内で民族楽器オーケストラとはいえ指揮・録音している実績があったからだとの想像は難くない。
彼はチャイコフスキーのオペラ「チェレヴィチキ」やリムスキーコルサコフのオペラ「5月の夜」を録音することになった。後者はフランス学士院から「黄金のオルフェウス賞」を受賞したが、フェドセーエフ自身はこの受賞を３年間も知らされずにいたと語っている。
そして「これらは単なる始まりに過ぎなかった」とフェドセーエフは振り返って語る。
彼はオペラを指揮する複数の機会に恵まれたことで、ボリショイ劇場首席指揮者への転身を模索したが、しかしこれは上手くいかないまま、モスクワ音楽院の大学院課程を卒業することになった。
「民族音楽からアカデミックな音楽への転身は、民族音楽を格下と見るクラシック音楽界（その中には高名な音楽家もいた）の風潮から許されなかった。また、そのことを公然と語る者もいた」と、フェドセーエフはその実名については避けながらも2015年のインタビューでこう語っている。(しかしほんの僅かではあったがフェドセーエフに対して温かく接する人は居たといい、指揮者ムラヴィンスキーとモスクワ放送の局長セルゲイ・ラーピン二人の名を挙げている)
フェドセーエフにとっては、しかしそんな逆境の中でオリガ・イヴァーノヴナ・ダヴラヴォートヴァ（妻）との出会いがあった。
フェドセーエフは「彼女がいなければ全てを諦めていただろう」と告白する。
彼女はモスクワ放送でフェドセーエフの上司であり、民族楽器オーケストラの選曲を含めた放送プログラムをすべて取り仕切っていて、時には演奏の音楽的内容が相応しくないと叱責さえしたとフェドセーエフは語る。(民族楽器オーケストラでモーツァルトを指揮していた際には「そんな重い演奏（スタイル）がモーツァルトですか？」とも言われたという)
しかしそんな彼女とは、しばしばモスクワから(冷たい都会やフェドセーエフに辛く当たる都会の音楽界から)まるで逃げ出すかのように、二人だけで車でよく旅をしたという。
そんな彼女オリガ・イヴァーノヴナはロシア音楽界で高名な歌手であり、およそ四半世紀に渡りボリショイ劇場で歌ったイヴァーン・スカプツォーフ(Скабцов, Иван Михайлович)の娘であった。
1974年、モスクワ放送交響楽団の音楽監督・首席指揮者をロジェストヴェンスキーが辞した。フェドセーエフはその理由については知らないと答えているが、ロジェストヴェンスキーは同年ロイヤル・ストックホルム・フィルハーモニー管弦楽団の音楽監督・指揮者となり、その後は西ヨーロッパを活動拠点の中心へと移していく。（その後、ソ連文化省はロジェストヴェンスキーをロシアに引き戻そうと、ボリショイ劇場管弦楽団のオペラ部門指揮者として再びボリショイ劇場に迎えたが、彼はBBC交響楽団やウィーン交響楽団の首席指揮者をメインの活動拠点としたがった。このため文化省は彼のためにモスクワ放送歌劇オーケストラを再編したソヴィエト国立文化省交響楽団を創設までしたが僅かに2年と続かず、この天才指揮者は数々の豪傑明瞭で煌びやかな名録音を残しながらも、後半生は西ヨーロッパ放浪を好んだと言われている）
モスクワ放送交響楽団 音楽監督就任（モスクワ放送交響楽団への苦難と成功の時）
1974年、フェドセーエフは42歳でモスクワ放送交響楽団の音楽監督へ就任。彼はこのことについて「大きな困難」であり「戦いであった」と振り返る。モスクワの音楽界では、彼を『クラシック音楽の世界』へ行かせるべきでないと考える者が殆どだったようで、中にはЦК（共産党中央委員会）へ手紙を書く者さえいたという。しかしフェドセーエフは、一方では同じЦКの中にも「理由は分からないが」と前置きした上で（また実名を語っていないが）「私を推してくれる一人の声もあった」という。
そしてモスクワ放送交響楽団の首席指揮者就任については、指揮者ムラヴィンスキーと、当時のモスクワ放送局長ラーピン二人の優しい人柄と尽力を挙げている。特に局長ラーピンについては、「彼は（音楽専門家ではなかったので）私を音楽家としてではなく人間として信じてくれた。むしろ（だからこそしっかりと仕事をする）人間として公平に扱ってくれた」と評している。が、オリガ・イヴァーノヴナの生来の気強さと、フェドセーエフへの愛、そして共に音楽に関わっていくことに対する彼女の強い思い、また高名な歌手を父としてを持つ音楽界への影響力を推測する声はあり、先の「民族音楽を格下と見るクラシック音楽界の風潮」とも相まって、特にロシアのインテリゲンツァ(知識人層)の間では1990年代になってもそう考える者は多くいた。
しかし生来ともいえる優しさと繊細さを持つフェドセーエフ自身は、モスクワ放送交響楽団の音楽監督就任について、またそれを実現させてくれたこの２人(あるいは３人)について、そしてЦКや政治をも巻き込んだこの状況について「恐ろしかった」とも語り、音楽監督就任後もモスクワ放送交響楽団の団員からも向けられる（例えば演奏で手を抜かれるなど）目に見えた反抗についてもあったと語る。
この「恐ろしさ」について、しばしばモスクワ放送交響楽団の音楽監督を辞して「どこでもよいから地方のオーケストラへ移ろうか」と、妻のオリガ・イヴァーノヴナと二人で真剣に考えたとも言う。またフェドセーエフは「オーケストラに（技術的な能力は別にして）家族主義のような温かさはなかった」と語り、「上層部へ辞任したい旨の手紙までしたためた」とフェドセーエフは言う。そして同時期にオリガ・イヴァーノヴナとヨーロッパのオーケストラへの転任も模索したが、まだ彼の名はヨーロッパでは知られていないこともあり、これを受けてくれるオーケストラもなかった。また『フェドセーエフを民族音楽の人』と見做す国内の勢力から外国の音楽界に対しても「（彼を推薦しないという）プロパガンダもあったようだ」と語った。
しかし、それでも何とか（モスクワ放送交響楽団に）踏みとどめたのは妻オリガ・イヴァーノヴナと二人でそれらの苦しみをも分かち合えたからだと、35年以上にわたる彼女との共同生活について愛でるように語っている。
(2015年Правмтрによるフェドセーエフへのインタビュー、2022年ペテルブルク・フィルハーモニー協会によるフェドセーエフへのインタビュー）
モスクワ放送交響楽団 音楽監督時代1（1974年〜2000年頃）
フェドセーエフは先のように「家族主義」という言葉を2015年のインタビューで繰り返す。
彼は才能だけがほと走る決して天才肌の指揮者ではないが、オーケストラを一つの家族のようにも考えているところがある。『人間関係』というものをとても重視し、オーケストラという100人以上もの集団の中から『音楽を作り上げることに努める人』という印象が持てる。実際にモスクワ放送交響楽団の団員、特に古参団員の幾人からも同じような言葉をよく耳にする。そこにはオーケストラのメンバーに対して、『家族の和』を乱すことに対する厳しさといったものも実際にはあった（これが理由で幾人かの退団者が出ていることは事実）。一方で、たとえば怪我で演奏することが叶わなくなったメンバーに対しては、「いつまでも君のポストは残しておくから（休むことに）専念しなさい」と言い、実際に長期の休養を明けて復帰を遂げた名奏者もいる（某トランペット奏者）。
フェドセーエフには彼の父親イヴァーンがそうであったような厳しさと、一方で家族というものを優しさで包み込んだ彼の母親像がまるで共存しているかのようであり、それをフェドセーエフの音楽の中に聴くことが出来るとも言えよう。そしてこのフェドセーエフらしさは、いわんや『ソ連の変化』と共に次第に目に見える音楽となって現れはじめた。特に1985年ゴルバチョフが登場してから始まったペレストロイカ後の数年間は、それまでのソ連社会主義イデオロギーが音楽に対してさえ強く求めてきた（そして逆説的には演奏家の寄りどころに出来た）豪傑かつ鋭くも胸の透くように明快ないわゆる『ソ連のオーケストラ』という音とそれをリードさせるべき存在として求められた指揮者という時代の音と、フェドセーエフそのものの人間性が素晴らしいほど絶妙に融合した演奏に変化していき、それが1990年頃から21世紀へと世紀をまたぐ頃には頂点に達したと言えるだろう。
これはいわんや『実存と形而上の共生』ともいえ、つまりは『現実というそこに生きづく人の匂い薫る大地に根差したリアリズムと、しかしそれでいて天上の夢のようなひと時をも現さん』とするかのようなフェドセーエフとモスクワ放送交響楽団の一つの境地であったとさえ言え、この頃を知る古参の団員はその後に入団してきた若い奏者たちを指して、「彼らは当時を知らないのだよ」と昔を懐かしみながらも、そう言わしめるほどであった。
（ゲオルギー・ハチキヤーン：モスクワ放送交響楽団 ピアノ&鍵盤奏者-2012年談 他古参団員との対談）
モスクワ放送交響楽団時代
1957年にバヤーン奏者として入団し、その後1959年からおよそ15年間にも及ぶモスクワ放送民族楽器オーケストラの音楽監督・首席指揮者を続けたフェドセーエフは1974年にモスクワ放送交響楽団の音楽監督および首席指揮者に就任。数多くのラジオ放送やテレビ放送のための録音をこなした。
同楽団とは首席指揮者として異例な長期間ともいえる51年間もの歳月を共にしたが、92歳と高齢でもあったことから2025年1月よりアルセンティー・トカチェンコを首席指揮者とし、フェドセーエフ自身は音楽監督としてその名を残している。(同楽団公式ホームページ)
国外では、バイエルン放送交響楽団、シュトゥットガルト放送交響楽団、ハンブルク歌劇場管弦楽団、東京フィルハーモニー交響楽団、NHK交響楽団、フランス国立管弦楽団などのオーケストラとの共演のほか、イタリア、スイス、イギリス、スカンディナヴィア、アメリカなどに幅広く客演する。その間、東京フィルハーモニー交響楽団首席客演指揮者（1995年 - ）、ウィーン交響楽団首席指揮者（1997年 - 2005年）を歴任している。
オペラ指揮者として、キーロフ劇場の他、ウィーン国立歌劇場、ミラノ・スカラ座、フィレンツェ5月音楽祭、ローマ歌劇場、モスクワ・ボリショイ劇場などのオペラハウスや音楽祭において、自らの演出のもとに指揮を行なっている。
受賞歴としてソ連邦人民芸術家、グリンカ賞、モスクワ知事賞、シルヴァー・クロス章、ゴールデン・オルフェウス大賞等がある。

## 音楽活動とその特色
個性派ぞろいのロシア系・ソ連系の指揮者の中にあってフェドセーエフは、音楽によって自己主張をするというよりも、音楽に奉仕し、作品そのものによって語らせるタイプの一人である。躍動するリズムや色彩感を強調するよりも、旋律線の流れを重視するタイプでもある。レパートリーは幅広く、ラフマニノフやフレンニコフなどの録音でも作品との相性の良さを示しているが、一般にはチャイコフスキーやボロディン、ショスタコーヴィチの解釈で有名である。ゲオルギー・スヴィリードフ、ボリス・チャイコフスキーとも親交が深かった。
演奏活動における独自のメッセージ性は常に注目されており、リトアニアで独立運動が高まりをみせていた1989年12月にリトアニアの作曲家のチュルリョーニスの作品をモスクワで録音したり、ソビエト連邦の崩壊・クーデター直前に団員を説得し、ショスタコーヴィチの『森の歌』を録音するなど、話題には事欠かない。クーデター当日にはショスタコーヴィチの交響曲第5番の第4楽章を、戦車が包囲する放送局の中で録音していた。
チャイコフスキーの交響曲第6番『悲愴』で第4楽章を「アンダンテ」にする等、自筆譜に基づき数度にわたって演奏・録音を行なう。同じくチャイコフスキーのピアノ協奏曲第1番を初版に基づいて録音した。チュルリョーニスの交響詩『海』も、その後も何度か録音・演奏を繰り返している。
モスクワ放送交響楽団を率いての来日公演では、正規のプログラムのみならず、アンコールも評判が高いことで知られる。